# Sayyid Qutb
Sayyid Quṭb Ibrāhīm Ḥusayn al-Shādhilī (in arabo سيد قطب‎?; Mūshā, 9 ottobre 1906 – Il Cairo, 29 agosto 1966) è stato un politico, filosofo e scrittore egiziano.
Esponente di spicco e ideologo dei Fratelli Musulmani, viene considerato il padre fondatore dell'Islamismo, e il suo pensiero (noto con i nomi di Qutbiyya o Qutbismo), ispirò profondamente il jihadismo.

## Biografia

### La gioventù
Sayyid Quṭb Ibrāhīm Ḥusayn al-Shādhilī in arabo سيد قطب إبراهيم حسين الشاذلي‎?, (traslitterato anche solo come Sayyd Qutb (سيد قطب) o, più approssimativamente, Said Qotb), nasce il 9 ottobre 1906 a Mūshā, un villaggio situato nella parte centrale dell'Egitto, nella provincia di Asyūṭ. Suo padre, Quṭb Ibrāhīm, era un noto e rispettato proprietario terriero, conosciuto per essere un musulmano molto pio. Era inoltre membro del Partito Nazionale egiziano, fondato e guidato da Muṣṭafā Kāmil, e suo delegato a Mūshā.
Il giovane Quṭb frequenta la scuola elementare statale e impara a memoria il Corano privatamente. Nel 1920 viene inviato dalla famiglia al Cairo per frequentare le scuole superiori e viene ospitato nella periferia del Cairo da uno zio, giornalista militante del partito Wafd. Dal 1930 al 1933 frequenta la Dār al-ʿulūm (Casa delle scienze), università di tendenze intermedie tra il conservatorismo dell'università religiosa di al-Azhar e le università moderne di spirito laico, in cui aveva studiato tra il 1923 e il 1926 al-Ḥasan al-Bannāʾ, fondatore poco più tardi del movimento dei Fratelli Musulmani. Una volta ultimati gli studi, all'inizio della sua carriera si dedicherà alla letteratura, sia in qualità di critico, sia di scrittore.

### L'insegnamento
Nel 1939 viene assunto presso la Wizārat al-maʿārif, il Ministero dell'Istruzione egiziano, dove lavorerà per sei anni, dapprima come insegnante in provincia, poi a Helwan, nella periferia del Cairo, e infine dal 1940 al 1948 in qualità di ispettore, redigendo varie proposte di riforma del sistema d'insegnamento. Sempre attento alle problematiche sociali e in polemica col persistere dell'influenza britannica nel suo paese (che ufficialmente termina con la nazionalizzazione del canale di Suez nel 1956), vicino alle posizioni quindi del Wafd di Saʿd Zaghlūl, fonda un giornale, al-Fikr al-jadīd (Il pensiero nuovo), che diverrà lo specchio della sua crescente ideologia nazionalista. A questo giornale, prima della sua chiusura imposta dalle autorità egiziane, collaborerà anche Nagib Mahfuz, futuro Premio Nobel per la letteratura (1988).

### Il viaggio negli Stati Uniti
Nel dopoguerra si occupa particolarmente di critica letteraria, che l'aveva interessato fin dagli anni trenta e Quaranta, polemizzando tra l'altro col grande scrittore, pensatore ed educatore Ṭāhā Ḥusayn, di cui non condivideva l'approccio laico e razionale, messo in mostra fin dalla "scandalosa" sua pubblicazione nel 1926 del suo Fī shiʿr al-jāhilī (la poesia preislamica), dall'autore considerata, in base ad attenti studi filologico-letterari, ampiamente interpolata in età abbaside, tanto da attirarsi le feroci polemiche di chi considerava quel suo lavoro altamente offensivo per l'orgoglio patriottico arabo.
Nel novembre 1948 (lo stesso anno della prima guerra israelo-palestinese) Quṭb si reca negli Stati Uniti. Ufficialmente è inviato dal Ministero della Pubblica Istruzione egiziano per studiare il sistema educativo americano, ma ufficiosamente è una sorta di esilio, visto che era già diventato un personaggio scomodo a causa delle sue pubblicazioni anti-governative. Studiò presso il Wilson's Teacher's College a Washington e al Teacher's College e frequenta un Master presso il Colorado State College of Education, oggi University of Northern Colorado, a Greeley (Colorado) e alla Stanford University, in California.
Visita in seguito San Francisco, Los Angeles, New York e altre città. Torna quindi in Egitto nell'agosto del 1950. Le speranza del ministero egiziano che Sayyid Quṭb fosse impressionato favorevolmente dallo studio della società e della cultura statunitense sono deluse. Quṭb è, sì, impressionato ma tutt'altro che in modo positivo dalla società consumistica americana e da quella che gli appare, al di là delle apparenze anche rutilanti, una perdita sostanziale di coerenza nei confronti dei principi, spesso proclamati, della religione. È indignato dalla promiscuità sessuale tra i giovani studenti e dal nascente movimento femminista. Durante il soggiorno negli Stati Uniti scrive il suo più importante lavoro di critica sociale e religiosa nella prospettiva islamica: Al-ʿAdāla al-ijtimāʿiyya fī l-Islām (La giustizia sociale nell'Islam).

### L'adesione alla Fratellanza Musulmana
Tornato in Egitto, entra a far parte del movimento dei Fratelli Musulmani, del quale diventerà uno dei massimi esponenti e ideologi. Nel 1952 collabora al colpo di Stato perpetrato a danno di re Fārūq I da parte dell'associazione segreta nota come Movimento dei Liberi Ufficiali, guidata da Muḥammad Nagīb e Gamāl ʿAbd al-Nāṣir (quest'ultimo meglio noto come Nasser). Il rapporto di collaborazione con questi, però, andrà disgregandosi velocemente dal momento che i principi dell'Islam politico integralista auspicati da Qutb e dai Fratelli Musulmani non verranno applicati. Nel 1954, dopo l'attentato a Nasser, il movimento dei Fratelli Musulmani sarà anzi sciolto d'autorità e più di mille dei suoi membri, tra i quali Qutb stesso, verranno incarcerati.
Durante gli anni di prigionia egli scrive due opere molto significative: Fī ẓilāl al-Qurʾān (All'ombra del Corano), un commentario coranico alla luce della sua ideologia in cui descrive Nasser empio antislamico e Maʿālim fī al-ţarīq (Pietre miliari), opera fondamentale considerata l'apripista per il moderno Islam politico di orientamento fondamentalista. Viene considerato il padre del moderno jihadismo salafita da cui poi sono nate le organizzazioni terroristiche di Al-Qāida ed ISIS 
Qutb viene rilasciato nel 1964, grazie anche alla pressione esercitata dal Primo ministro iracheno Tahir Yahya, ma la sua libertà durerà appena otto mesi. Infatti viene nuovamente arrestato nell'agosto del 1965, accusato di progettare un nuovo colpo di Stato. Accusa fatta scaturire dalla pubblicazione delle Pietre miliari, opera in cui egli accusa apertamente tutte le società dell'epoca, anche quelle che si dichiarano islamiche, di essere "preislamiche", ovvero appartenenti alla cosiddetta Jāhiliyya (Epoca preislamica dell'"Ignoranza"). Questo concetto, applicato a una società islamica come l'Egitto dell'epoca, implica necessariamente l'accusa di apostasia rivolta direttamente al capo della società stessa, là dove il reato di apostasia, secondo il diritto islamico, è punito con poche eccezioni con la pena di morte.

### La condanna a morte
Le accuse mosse a Qutb culminano in un processo dalla vastissima ripercussione mediatica. La sentenza prevede la sua condanna a morte assieme ad altri sei membri dei Fratelli Musulmani. Verrà giustiziato il 29 agosto 1966 tramite impiccagione. Durante l'ultima reclusione scrive un resoconto della sua attività all'interno dell'associazione, intitolato "Li-mādha ʿadamūnī?" (Perché mi hanno giustiziato?).